# Libentius I.
Libentius I. (auch: Libizo, Liawizo) (* im  10. Jahrhundert; † 4. Januar 1013 in Bremen) war Erzbischof des Erzbistums Hamburg-Bremen.

## Biografie
Libentius I. stammte aus dem damaligen Südschwaben, aus Churrätien oder Hochburgund. Als Papst Benedikt V. im Juni 964 abgesetzt  und aus Rom verbannt wurde, musste er als Gefangener Erzbischof Adaldags diesem  nach Hamburg folgen. Libentius befand sich als Vertrauter von Adaldag in dessen Gefolge. 988, nach dem Tod Adaldags, wurde er als sein Nachfolger Erzbischof im Erzbistum Hamburg-Bremen mit Sitz in Bremen. Beim Einfall der Normannen musste er zeitweise in das Stift St. Materniani zu Bücken bei Hoya ausweichen.
Er ließ nach Berichten Adams von Bremen um etwa 1000 um den Bremer Dom als Domburg einen Wall mit Palisaden errichten. Die spätere Ummauerung wurde schon im 11. Jahrhundert unter Bischof Adalbert von Bremen größtenteils wieder abgerissen. Nach 1002 weihte er  das Stift in Harsefeld ein. Mehrmals suchte Libentius den Königshof Kaiser Ottos III. und König Heinrichs II. auf. Er starb 1013 und wurde im Bremer Dom bestattet, wo sein Hochgrab lange Zeit erhalten war. Sein Nachfolger wurde Erzbischof Unwan.
Erzbischof Libentius II. († 1032) war sein Neffe.